# Grand Prix Kanady 1970
Grand Prix Kanady 1970 (oficiálně X Player's Grand Prix Canada) se jela na okruhu Circuit Mont-Tremblant v Québec v Kanadě dne 20. září 1970. Závod byl jedenáctým v pořadí v sezóně 1970 šampionátu Formule 1.

## Závod
| Poř.   | No. | Jezdec               | Konstruktér        | Počet kol | Čas/Odstoupení | Pořadí na startu | Body |
| ------ | --- | -------------------- | ------------------ | --------- | -------------- | ---------------- | ---- |
| 1      | 18  | Jacky Ickx           | Ferrari            | 90        | 2:21:18.4      | 2                | 9    |
| 2      | 19  | Clay Regazzoni       | Ferrari            | 90        | + 14.8         | 3                | 6    |
| 3      | 20  | Chris Amon           | March-Ford         | 90        | + 57.9         | 6                | 4    |
| 4      | 14  | Pedro Rodríguez      | BRM                | 89        | + 1 kolo       | 7                | 3    |
| 5      | 4   | John Surtees         | Surtees-Ford       | 89        | + 1 kolo       | 5                | 2    |
| 6      | 6   | Peter Gethin         | McLaren-Ford       | 88        | + 2 kola       | 11               | 1    |
| 7      | 24  | Henri Pescarolo      | Matra              | 87        | + 3 kola       | 8                |      |
| 8      | 23  | Jean-Pierre Beltoise | Matra              | 85        | Spojka         | 13               |      |
| 9      | 2   | François Cevert      | March-Ford         | 85        | + 5 kol        | 4                |      |
| 10     | 16  | George Eaton         | BRM                | 85        | + 5 kol        | 9                |      |
| NC     | 10  | Tim Schenken         | De Tomaso-Ford     | 79        | Neklasifikován | 17               |      |
| NC     | 9   | Graham Hill          | Lotus-Ford         | 77        | Neklasifikován | 20               |      |
| Ret    | 8   | Andrea de Adamich    | McLaren-Alfa Romeo | 69        | Tlak oleje     | 12               |      |
| NC     | 26  | Ronnie Peterson      | March-Ford         | 65        | Neklasifikován | 16               |      |
| Ret    | 5   | Denny Hulme          | McLaren-Ford       | 58        | Motor          | 15               |      |
| Ret    | 11  | Jack Brabham         | Brabham-Ford       | 57        | Únik oleje     | 19               |      |
| NC     | 15  | Jackie Oliver        | BRM                | 52        | Neklasifikován | 10               |      |
| Ret    | 3   | Jackie Stewart       | Tyrrell-Ford       | 31        | Náprava        | 1                |      |
| Ret    | 12  | Rolf Stommelen       | Brabham-Ford       | 22        | Zacházení      | 18               |      |
| Ret    | 21  | Jo Siffert           | March-Ford         | 21        | Motor          | 14               |      |
| Zdroj: |     |                      |                    |           |                |                  |      |

## Průběžné pořadí po závodě
Pohár jezdců
|        | Pořadí | Jezdec         | Body |
| ------ | ------ | -------------- | ---- |
|        | 1      | Jochen Rindt   | 45   |
| 4      | 2      | Jacky Ickx     | 28   |
| 2      | 3      | Clay Regazzoni | 27   |
| 2      | 4      | Jackie Stewart | 25   |
| 2      | 5      | Jack Brabham   | 25   |
| Zdroj: |        |                |      |

Pohár konstruktérů
|        | Pořadí | Konstruktér  | Body |
| ------ | ------ | ------------ | ---- |
|        | 1      | Lotus-Ford   | 50   |
| 2      | 2      | Ferrari      | 43   |
| 1      | 3      | March-Ford   | 43   |
| 1      | 4      | Brabham-Ford | 35   |
|        | 5      | McLaren-Ford | 31   |
| Zdroj: |        |              |      |